# Брендбук
Брендбук (англ. brand book) — це набір рекомендацій щодо візуального стилю компанії з прикладами та ілюстраціями. Він містить вдалі та невдалі варіанти дизайну та розміщення логотипу; шрифти, кольори та візерунки для оформлення; приклади графіків для різних цілей, наприклад створення сайтів, візиток і сувенірів.

## Переваги створення брендбуку

Кольорове коло Іттена

Створення чітких рекомендацій щодо візуального стилю допомагає зробити бренд більш впізнаваним. Вони є ключовим інструментом, що забезпечує послідовність у комунікації бренду.
Бренди можуть розвиватися та змінюватися з часом і без них, але деякі зміни здатні нашкодити репутації компанії.
Брендбук містить всю інформацію про айдентику вашого бренду, яка дозволяє створювати потужні маркетингові кампанії, виходити на нові ринки та розвиватись у різних напрямках. Співробітники можуть звертатися до нього щоразу, коли їм потрібно зміцнити імідж бренду під час створення нових проєктів.
Завдяки брендбукам клієнти можуть дізнатися більше про обраний бренд. Це дає компанії можливість налагодити з ними більш довірчі стосунки та персоналізувати їхній досвід. Таким чином, шанси на те, що клієнти знову виберуть саме цей бренд, збільшуються.

## Головні елементи брендбуку
- Логотип та логобук;
- Базова палітра кольорів;
- Типографіка;
- Візуальний ряд;
- Голос бренду (Tone of voice), що визначає стиль спілкування з цільовою аудиторією;
- Графічні елементи;
- Гасло.

## Процес створення брендбуку
Щоб створити якісний і «довгограючий» брендбук, потрібна команда фахівців різних профілів. Вони розробляють брендбук у кілька етапів:
1. Проводять глибокий аудит: досліджують бізнес клієнта, ринок та тренди, аудиторію. Збирають мудборди та референси.
2. На основі досліджень створюють «платформу бренду» (іноді цей концепт називають брендингом, ідеологією чи позиціонуванням): структуру із фірмового образу, характеру, цінностей та стилю комунікації. Також формулюють стратегію просування бренду на ринку.
3. На основі платформи розробляють єдину систему візуальних елементів — фірмовий стиль. Як правило, дизайнери підключаються до роботи саме на цьому етапі.
4. Формулюють та фіксують вичерпні правила використання фірмового стилю на різних носіях.

Коли брендбук зроблено, узгоджено і затверджено, його верстають і поширюють усередині компанії та по підрядниках.